# Iko Maran
Iko Maran (* 26. Februarjul. / 11. März 1915greg. in Pskow; † 12. November 1999 in Tallinn) war ein estnischer Dramatiker und Jugendbuchautor.

## Leben
Marans Vater fiel als Soldat im Ersten Weltkrieg und 1922 verließ Maran Russland. Er ging in Härgla im Kirchspiel Juuru und in Tallinn zur Schule, wo er 1935 Abitur machte. Von 1936 bis 1940 studierte er an der Universität Tartu Jura. 1940–1941 und 1945–1951 war er Mitarbeiter beim Estnischen Rundfunk. Zwischenzeitlich, d. h. während der deutschen Besatzung von Estland, ernährte er sich von Gelegenheitsarbeiten. Danach arbeitete er an diversen Tallinner Theatern als literarischer Leiter und Dramaturg.
Maran war seit 1958 Mitglied des Estnischen Schriftstellerverbandes und seit 1967 Mitglied des Estnischen Theaterverbands.

## Literarisches Werk
Seine schriftstellerische Tätigkeit begann Maran gemeinsam mit Bernhard Lülle. Unter dem Pseudonym Lall Kahas verfassten sie ein Schauspiel, das 1946 in Valga uraufgeführt wurde. Es wurde im gleichen Jahr gedruckt, und weitere Schauspiele, sowohl für Erwachsene als auch für Kinder, folgten.
1949 verfassten die beiden Autoren gemeinsam ihr erstes Kinderbuch, dem drei weitere folgten. Ihre Bücher bedeuteten eine „Horizonterweiterung der Lesemöglichkeiten für das estnische Kind“. Dies lag sicherlich auch daran, dass ihre Erzählung Die Freunde die Gymnasialzeit der 1930er-Jahre behandelte, die keineswegs in pechschwarzen Tönen dargestellt wurde, wie es im Stalinismus eigentlich zu erwarten gewesen wäre.
Ab 1964 schrieb Iko Maran seine Bücher alleine und publizierte sie nur noch unter seinem eigenen Namen. Hiermit erzielte er seine größten Erfolge, allen voran mit den Kunstmärchen Der Elefant Londiste (1972) und dessen Fortsetzung Warmes Eis (1978).
Marans Bücher sind in etliche Sprachen übersetzt worden. Er selbst hat aus dem Russischen übersetzt.

## Übersetzungen ins Deutsche
Von Iko Maran sind drei Bücher ins Deutsche übersetzt, die jedoch sämtlich in Tallinn übersetzt und verlegt wurden.
- Der Elefant Londiste. Aus dem Estnischen übertragen von Helga Viira. Illustriert von Heldur Laretei. Tallinn: Perioodika 1979. 177 S.
- Warmes Eis. Neue Abenteuer des kleinen Siim und des Gummielefanten Londiste. Übertragung aus dem Estnischen von Helga Viira. Illustrationen von Heldur Laretei. Tallinn: Perioodika 1983. 70 S.
- Ein langer Tag. Illustriert von Ene Pikk. Aus dem Estnischen von Gisela Teeäär. Tallinn: Perioodika 1983. 110 S.

## Auszeichnungen
- 1974 Juhan-Smuul-Preis (Kinderliteratur)

## Bibliographie
- (Lall Kahas) Põlev alus. Draama 5 vaatuses. ('Das brennende Fahrzeug. Drama in fünf Akten'). Tallinn: Rahvaloomingu Keskmaja 1946. 53 S.
- (Lall Kahas) Sõbrad ('Die Freunde'). Tallinn: Ilukirjandus ja Kunst 1949. 180 S.
- (Lall Kahas) Aknad valla. Näidend kolmes vaatuses. ('Fenster auf. Schauspiel in drei Akten'). Tallinn: Ilukirjandus ja Kunst 1946. 112 S.
- (Lall Kahas) Pisilugusid Jalukselt ('Kleine Geschichten aus Jalukse'). Tallinn: Eesti Riiklik Kirjastus 1956. 138 S.
- (Lall Kahas) Pähklimägi. Komöödia 4 vaatuses ('Der Nußberg. Komödie in vier Akten'). Tallinn: Eesti Riiklik Kirjastus 1957. 71 S.
- (Lall Kahas) Tere jälle! ('Hallo aufs Neue!'). Tallinn: Eesti Riiklik Kirjastus 1958. 143 S.
- (Lall Kahas) Vabaduskiri ('Freiheitsbrief'). Tallinn: Eesti Riiklik Kirjastus 1961. 328 S.
- Lauri ja Kairi kummaline matk ('Lauris und Kairis seltsame Wanderung'). Tallinn: Eesti Riiklik Kirjastus 1964. 148 S.
- Läki metsa! ('Ab in den Wald!'). Tallinn: Eesti Raamat 1966. 32 S.
- Kirjud lood ('Bunte Geschichten'). Tallinn: Eesti Raamat 1970. 176 S.
- Londiste, õige nimega Vant ('Londiste, mit richtigem Namen Fant'). Tallinn: Eesti Raamat 1972. 171 S.
- Jass ('Jass'). Tallinn: Eesti Raamat 1975. 151 S.
- Pikk päev ('Der lange Tag'). Tallinn: Eesti Raamat 1975. 109 S.
- Aga palju kasse ('Aber viele Katzen'). Tallinn: Eesti Raamat 1977. 32 S.
- Heinaritsik, kellele meeldis naljatada ('Die Heuschrecke, die gerne Spaß machte'). Tallinn: Eesti Raamat 1977. 120 S.
- Tuline jäätis ('Heißes Eis'). Tallinn: Eesti Raamat 1978. 72 S.
- Piki ja Tohotiise ('Piki und Tohotiise'). Tallinn: Eesti Raamat 1980. 64 S.
- Kuidas kasvatada lastevanemaid. Päkapikk Ninatarga pajatused ('Wie man Eltern erzieht. Plaudereien von Däumling Naseweiß'). Tallinn: Koolibri 1995. 143 S.

## Sekundärliteratur
- Reet Krusten: Lauri ja tema sõprade uued seiklused, in: Looming 10/1970, S. 1594–1595.
- Iko Maran. Kirjanduse nimestik. Koostanud Evi Orglaan. Tallinn: Eesti NS Kultuuriministeerium 1974.  32 S.
- Boris Kabur: Iko Marani juubel, in: Looming 3/1975, S. 524–525.
- Mati Ormisson: Peaasi on mitte lasta ilusatel asjadel meelest minna. Iko Maran 70, in:– Keel ja Kirjandus 3/1985, S. 180.
- Aino Pervik: Punase rohelise jälil, in: Looming 3/1985, S. 424–425.
- Reet Krusten: Tähelepandamatult ja silmapaistvalt, in: Keel ja Kirjandus 3/1995, S. 208–209.